# KAPAP

Logo der KAPAP-Akademie

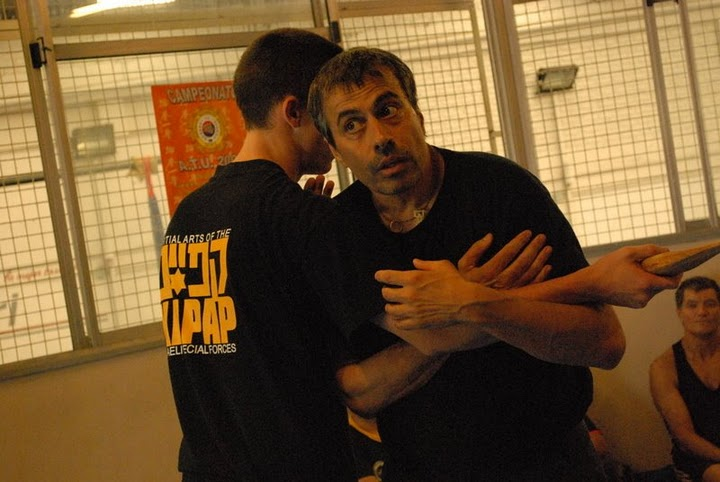
KAPAP-Lehrgang mit Avi Nardia in Argentinien, 2009

KAPAP (hebräisch קפא״פ) (Abkürzung für Krav Panim el Panim, hebräisch קרב פנים אל פנים, dt. Kampf von Angesicht zu Angesicht) ist eine israelische Form der militärischen Kampfausbildung.

## Geschichte
KAPAP geht auf die 1941 mit britischer Hilfe aufgestellte, erste offizielle (vor-)israelische Spezialeinheit Palmach (Plugot Machatz) zurück. Das Training der Palmach beschränkte sich nicht nur auf das Kampftraining mit und ohne Waffen, z. B. Messer und Sturmgewehr, sowie die auf der Grundlage des von den beiden britischen Nahkampfausbildern W. E. Fairbairn und E. A. Sykes entwickelten Techniken des Selbstverteidigungssystems „Defendu“, welches der Ursprung aller israelischen Kampfkünste ist, sondern bezog auch Erste Hilfe, Überlebenstraining, Funker- und Sprengstoffausbildung und fremde Sprachen ein.
Das waffenlose Kampftraining war dabei eine Mischung aus Boxen, Savate, Ringen und klassischem europäischen Messerkampf.
Vom allumfassenden KAPAP ausgehend, bildeten sich weitere moderne Kampf- und Selbstverteidigungssysteme aus. Hier ist vor allem Krav Maga zu nennen.
Im Laufe der Zeit etablierte sich dann der bei den israelischen Spezialeinheiten geläufigere Begriff LOTAR („Lochama Be’Terror“, übersetzt „Kampf gegen den Terror“) in der Israeli Defense Forces (IDF). Lotar bezeichnet dabei vor allem eine spezielle Art des Trainings, welches die Akzente auf Dynamik und Realitätsbezogenheit legt.

## System
Ausdauer-, Stress- und Aggressionsdrills bilden den Grundstein dieses modernen Systems.
Integriert sind zudem Kurz- und Langwaffentraining, Infiltrations- und Exekutionstechniken, Ausbildung instinktbezogener Wahrnehmungs- und Reaktionsschemata sowie urbanes und rurales Training.
KAPAP versteht sich nicht als abgeschlossenes Nahkampfsystem, sondern vielmehr als Konzept mit unterschiedlichsten Trainingsformen für die unterschiedlichsten Angriffssituationen. KAPAP ist mit jeder Kampfsportart oder Kampfkunst kombinierbar und ergänzt diese lediglich im Bereich des konzeptionellen Trainings zum Umgang mit Echtangriffen. Das Verstehen von Echtangriffen, Reaktionsschemata, Täter- und Opferpsychologie, Aggressionsdrills etc. sind elementare Bestandteile im Training.
KAPAP bietet wegen seines Ursprungs in Polizei und Militäreinheiten ein effektives Nahkampfkonzept, kombiniert mit taktischer Ausbildung.
In den letzten Jahren wurde eine zivile Variante des KAPAP entwickelt, die für jedermann, unabhängig von Alter und Geschlecht, zugänglich ist.